# Libero Mazza
Libero Mazza (Pisa, 16 de marzo de 1910 - Milán, 16 de marzo de 2000) fue un prefecto y político italiano.

## Biografía
Oficial de la marina en la Segunda Guerra Mundial participó, durante la Resistencia, a la liberación de Florence; en 1944 se ha llamado «Prefecto provisional de la ciudad por el Mando Aliado» («Prefetto della città in via provvisoria dal comando alleato»). Después de la guerra ocupó el cargo de prefecto adjunto de Milán (1949-1953), prefecto de Forli (1953-1955) y Comisario General del Territorio de Trieste («Commissario Generale del Governo per il Territorio di Trieste»).
Volvió a Milán en 1966 como prefecto, permaneciendo en cargo durante ocho años, hasta 1974; tras los enfrentamientos del 12 de diciembre de 1970 entre militantes del Movimiento de Estudiantes y policía, escribió un informe en el que dio la voz de alarma sobre el peligro de que se estaba creando en la ciudad. En el informe, el prefecto declaró que los dos lados extremos del espectro político, llamados «extremismos opuestos» («opposti estremismi»), fue surgiendo un clima de violencia peligrosa para el orden público, dando más fuerza numérica a las organizaciones de la izquierda extraparlamentaria, y también haciendo referencia al grupo que estaba construyendo las Brigadas Rojas.
El texto del documento, escrito el 22 de diciembre de 1970 y se hace público 16 de abril de 1971, provocó duras controversias sobre todo por la prensa y por los políticos de izquierda. L'Unità lo llamó «un seudoinforme que deliraba organizaciones paramilitares espectral de izquierda»; Eugenio Scalfari, futuro director del periódico La Repubblica, declaró que el prefecto era «un tonto que no entiende lo que está sucediendo, o un faccioso que no quiere entender», mientras el alcalde de Milán Aldo Aniasi (que quería desarmar a la policía) deploraba los argumentos de Mazza considerándolos innecesariamente alarmistas y políticamente peligrosos. Sólo el director adjunto de La Stampa, Carlo Casalegno (asesinado en 1977 por las Brigadas Rojas), tomó las defensas del prefecto.
Otras críticas vinieron de diputado socialista Riccardo Lombardi, que define la teoría de los extremismos opuestos «una expresión de tosquedad culturales», y de Paese Sera (periódico comprensivo con el Partido Comunista), que pide la supresión de Mazza por la prefectura de Milán, mientras en manifestaciones los manifestantes gritaban «Mazza, vamos a colgar en la plaza» («Mazza, ti impiccheremo in piazza»).
Mazza dejar su encargó en forma voluntaria, en 1974.
Libero Mazza fue rehabilitado hasta años más tarde, cuando se concretó la alerta terrorista, y el término «extremismos opuestos» fue aceptado y utilizado por la mayoría del público; en 1978, en una entrevista unos pocos días después del asesinato de Aldo Moro, dijo: «Inicialmente mi informe fue falsificado [...] los comunistas argumentaron que estaba acusando sólo la izquierda; más tarde admitieron que había hablado de tres zonas violentas, extrema izquierda, extrema derecha, el anarquismo, pero eso no tenía sentido para equiparar la violencia de derecha, realmente subversiva, y la violencia de izquierda, simple enfermedad infantil».

### Político
En 1979 fue elegido para el Senado italiano, en las listas de la Democrazia Cristiana.
En los años cincuenta se desempeñó como Jefe de Gabinete del Ministro del Interior Fernando Tambroni, quien lo llamó a asumir el mismo cargo en la Presidencia del Consejo de Ministros durante su gobierno (en 1960).